# Gefreiter
Gefreiter è un grado militare della Bundeswehr della Germania dell'Esercito svizzero, dell'forze armate austriache, delle Forze armate della Federazione Russa di alcuni stati nati dalla dissoluzione dell'Unione Sovietica; in passato all'inizio del XX secolo, il grado di "Gefreiter" era presente negli eserciti dell'Impero russo, dell'Impero tedesco, dell'Austria-Ungheria e di altri stati.

## Germania
Gefreiter nelle forze armate tedesche, traducibile con appuntato è omologo nell'Esercito Italiano al caporale, essendo il primo graduato equivalente al codice di grado NATO OR-2.
Il termine Gefreiter significa "essere esente dal servizio" o "essere libero", in quanto a differenza del soldato comune, il "Gefreiter" delle precedenti forze armate era esentato dal servizio di guardia.
Il titolo di "Gefreiter" apparve in Germania nel XVI secolo; poi assegnato in Austria e Svizzera.
In passato il grado era presente nell'Esercito dell'Impero tedesco, nelle Forze armate della Repubblica di Weimar, nella Wehrmacht della Germania nazista ed era, fino al 1990 anche nella Nationale Volksarmee della DDR.
La Bundeswehr ha introdotto il grado quando è stata fondata nel 1955. Fino al 1996 quando il servizio militare di leva venne ridotto a 10 mesi ei tempi per la promozione a gefreit furono ridotti, la promozione a gefreit nella Bundeswehr avveniva solo dopo sei mesi. Soprattutto nei reparti di combattimento, i soldati venivano congedati anche come gefreit nella riserva. La promozione a gefreiter o obergefreiter non era obbligatoria. Attualmente la promozione a gefreiter avviene solitamente dopo tre mesi e la promozione a obergefreiter dopo sei mesi. Di conseguenza, l'importanza storicamente eccezionale del gefreiter e dell'Obergefreiter come grado di militare di leva, incaricato di compiti speciali è stata trasferita ai gradi di Hauptgefreiter e superiori.
Il distintivo di grado del Gefreiter è costituito da una striscia diagonale su entrambe le spalline o, per coloro che indossano uniformi navali, sulla parte superiore delle maniche. In tutti e tre i rami delle forze armate, il distintivo di grado di coloro che a quel tempo raggiungevano il grado di Gefreiter, originariamente erano collocate sulla parte superiore delle maniche. Nella primavera del 1974 il distintivo di grado venne posto sulle spalline delle uniformi di servizio e di gala dell'esercito e dell'aeronautica.

## Austria
Nelle forze armate austriache, il Gefreiter è uno dei gradi di carica della truppa. Possono ottenere la promozione a gefreiter durante il servizio militare di leva coloro che dimostrano di essere particolarmente impegnati (di solito dopo il quinto mese; prima che il servizio militare fosse abbreviato, era dopo il 7º mese); dipende però dalla rispettiva unità se questa promozione viene effettivamente effettuata durante il servizio militare di leva. La regola generale è che la promozione a gefreiter deve essere effettuata solo secondo criteri rigorosi.
Il distintivo raffigura una stella alpina stilizzata, un fiore alpino che si trova ad altitudini elevate e che tradizionalmente ha un significato simbolico in molte zone dell'Austria.
I militari che seguono corsi di addestramento per diventare sottufficiali (HUAK) o ufficiali (EF) indossano la propria versione del grado con una traversa color argento sul bordo superiore.

## Russia
Efrejtor (russo: ефрейтор) è un prestito linguistico dal tedesco Gefreiter ed è, nell'esercito russo un grado assegnato al personale arruolato quale premio per lo svolgimento esemplare dei doveri ufficiali e la disciplina militare esemplare. Il grado è omologo al caporale dell'Esercito Italiano.
Nell'Impero russo il grado venne istituito nel 1716 durante il regno di Pietro il Grande nella fanteria, nella cavalleria e nel genio. L'uso del grado venne abbandonato dopo il 1722.
Durante il regno di Paolo I fu introdotto un grado più o meno simile di soldato di 1ª classe, che dopo l'ascesa di Alessandro I fu mantenuto solo per la guardia imperiale.
Il grado venne reintrodotto con la riforma militare del 1826. Nell'artiglieria dell'esercito imperiale, l'Efrejtor corrispondeva al bombardir e nelle truppe irregolari (truppe cosacche) all'agente (russo: Приказный; traslitterato: Prikaznyj).
Il grado fu abolito il 17 dicembre (calendario giuliano; 30 dicembre calendario gregoriano) 1917, data di entrata in vigore del "Decreto sull'uguaglianza dei diritti di tutto il personale militare" adottato dal Consiglio dei commissari del popolo.
Il grado di Efrejtor fu ripristinato nell'Armata Rossa dell'URSS nel 1940. Nelle forze armate sovietiche e poi in quelle della federazione russa è il grado più alto della truppa superiore al soldato semplice e inferiore al secondo sergente (russo: Мла́дший сержа́нт; traslitterato: Mládšij seržánt).
Nella Federazione Russa il grado è presente nell'Esercito, nelle Forze aerospazili, nelle Forze missilistiche strategiche e nelle Truppe aviotrasportate. 
Nella Marina il grado corrispondente è Staršij matros (primo marinaio).

### Registro statale delle formazioni militari cosacche della Federazione Russa
Nelle formazioni militari cosacche registrate della Federazione Russa  il grado omologo all'Efrejtor è Prikaznyj (cirillico: Приказный)
| Mostrina comune            |               |                       |                                    |
| Grado cosacco              | Kazak (казак) | Prikaznyj (приказный) | Младший urjadnik (младший урядник) |
| grado per uniforme campale |               |                       |                                    |

## Svizzera
(IT) : appuntato, (FR) : appointé, (DE) : Gefreiter

distintivo di appuntato dell'esercito svizzero

Nell'esercito svizzero l'appuntato è omologo nell'Esercito Italiano al caporale, equivalente al codice di grado NATO OR-2. è superiore al grado di soldato e inferiore al grado di appuntato capo.
Nell'esercito svizzero, il grado di appuntato (abbreviato: app) è attribuito in virtù dell'articolo 58 dell'Ordinanza concernente gli obblighi militari:
Nell'Esercito svizzero, il Gefreiter (abbreviato: Gfr) è un grado della truppa con la qualifica di vice capogruppo. Il prerequisito per la promozione è una qualifica minima molto buona e almeno 20 giorni di formazione. La promozione è effettuata dal comandante della compagnia e per ottonerla il soldato deve dimostrare un elevato livello di competenza nell'utilizzo dei mezzi tecnici affidati o possedere altre competenze che giustifichino la promozione. Il distintivo di grado presenta due barre oblique.
In pratica, gli appuntati sono soprattutto scelti tra i soldati che non hanno più molti giorni di servizio.